# Geboorte- en sterfteproces
In de kansrekening, in het bijzonder in de stochastiek, is een geboorte- en sterfteproces (Engels:  birth and death proces, afgekort BD-proces), een type stochastisch proces waarbij alleen overgangen tussen naburige toestanden mogelijk zijn. Het proces kan voorgesteld worden als een populatie die aan veranderingen onderhevig is ten gevolge van geboorte en sterfte, zodat een overgang naar een volgende toestand inhoudt dat er of geen verandering heeft plaatsgevonden, of de populatie door een geboorte met een is toegenomen of door sterfte met een is afgenomen. 

## Definitie
Een geboorte- en sterfteproces is een markovproces {\displaystyle X(t)} met een discrete toestandsruimte die een deelverzameling is van de natuurlijke getallen, waarin slechts momentane overgangen mogelijk zijn naar naburige toestanden, wat inhoudt dat een toestand slecht momentaan kan veranderen met –1 of +1, of gelijk kan blijven (veranderen met 0). Een overgang naar een hogere toestand, van {\displaystyle k} naar {\displaystyle k+1}, wordt een geboorte (birth) genoemd, een  overgang naar een lagere toestand, van {\displaystyle k} naar {\displaystyle k-1} met {\displaystyle k>0}, een sterfte (death). De overgangen vinden plaats met respectievelijke intensiteiten {\displaystyle \lambda _{k}}, de geboorte-intensiteit, en μk, stefte-intensiteit, dat wil zeggen dat de kans op een geboorte of een sterfte in het tijdsinterval tussen {\displaystyle t} en {\displaystyle t+\mathrm {d} t} gelijk is aan respectievelijk {\displaystyle \lambda _{k}\mathrm {d} t} en {\displaystyle \mu _{k}\mathrm {d} t}, terwijl de kans om meer dan een geboorte en/of sterfte in zo'n infinitesimaal interval verwaarloosbaar is. Dat het proces een markovproces is, wil zeggen dat het een stochastisch proces is, waarvoor eenvoudig gezegd de "toekomst" gegeven het "heden" onafhankelijk is van het "verleden", dus hoe ook de huidige toestand {\displaystyle X(t)=k} tot stand is gekomen, de overgangskansen slechts afhangen van deze huidige toestand en niet van de voorgeschiedenis {\displaystyle X(u),\ u<t} van het proces. 
Een geboorte-en sterfteproces kan grafisch voorgesteld worden door een toestandsdiagram.

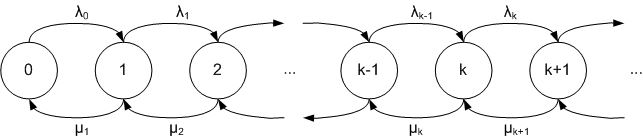
Toestandsdiagram van een algemeen geboorte-en sterfteproces

## Bewegingsvergelijkingen
De bewegingsvergelijkingen leggen relaties tussen de verschillende geboorte- en sterfte-intensiteiten, en beschrijven de toestand van het systeem.
Stel dat de waarschijnlijk dat het proces op tijdstip {\displaystyle t} zich in een toestand {\displaystyle k} bevindt gegeven wordt door
{\displaystyle P_{k}(t)=\operatorname {P} (X(t)=k),\ k\geq 0}
De bewegingsvergelijkingen bekomt men door uit te drukken dat de toename per tijdseenheid van de totale probabiliteit binnen een willekeurig gesloten gebied in het diagram gelijk moet zijn aan het netto waarschijnlijkheidsdebiet doorheen dit oppervlak, van buiten naar binnen toe. Beschouw bijvoorbeeld een gesloten oppervlak dat toestand 1 omvat, toepassing van deze regel geeft dan voor deze toestand:
{\displaystyle {\frac {\mathrm {d} P_{1}(t)}{\mathrm {d} t}}=\lambda _{0}P_{0}(t)+\mu _{2}P_{2}(t)-(\lambda _{1}+\mu _{1})P_{1}(t)}
Met de geschikte beginvoorwaarde {\displaystyle \{P_{k}(0),\ k\geq 0\}} kan men het stelsel bewegingsvergelijkingen dan oplossen, en in principe vindt men dan de verdelingen {\displaystyle \{P_{k}(t),\ k\geq 0\}} voor alle {\displaystyle t\geq 0}. Dit kan echter zeer gecompliceerd zijn, tenzij in enkele speciale gevallen, zoals een poissonproces.
In veel gevallen is men echter in plaats van het volledig gedrag meer geïnteresseerd in het regimegedrag en in de limietgrootheden:
{\displaystyle p_{k}=\lim _{k\rightarrow \infty }P_{k}(t)}
en de voorwaarden waaronder deze een geldige verdeling vormen. Voor de meeste praktische belangrijke BD-processen wordt dit regimebedrag bepaald door de evenwichtsvergelijkingen, dit zijn de vergelijkingen die men krijgt door in de bewegingsvergelijkingen {\displaystyle P_{k}(t)} te vervangen door {\displaystyle p_{k}} en {\displaystyle \mathrm {d} P_{k}(t)/\mathrm {d} t} door 0, samen met de normeringsvoorwaarde:
{\displaystyle \sum _{k=0}^{\infty }p_{k}=1}
Voor veel praktische geboorte-en sterfteprocessen bestaat dan een limietdistributie, onafhankelijk van de beginvoorwaarden als {\displaystyle p_{0}>0}.

## Toepassing in wachtrijen
Het geboorte- en sterfteproces is een goed basismodel voor de evolutie van het aantal elementen in een wachtrij. De aankomst van een nieuwe afnemer van diensten wordt opgevat als een geboorte; het feit dat iemand bediend is, als een sterfgeval. Typisch zullen de sterfte-intensiteiten allemaal dezelfde verdeling hebben, terwijl de geboorte-intensiteiten kunnen afhangen van de ogenblikkelijke lengte van de wachtrij (bijvoorbeeld wanneer de totale capaciteit van de wachtrij eindig is). 